# Стівен Лянжиль
Стівен Лянжиль (фр. Steeven Langil, нар. 4 березня 1988, Фор-де-Франс) — мартиніканський та французький футболіст, півзахисник клубу «Легія» та національної збірної Мартиніки.

## Клубна кар'єра
Народився 4 березня 1988 року в місті Фор-де-Франс в Мартиніці, але виріс в Ле-Морн-Руж. Згодом його сім'я переїхала в місто Монпельє з Материкової Франції. 
З 2004 року перебував у академії клубу «Нім-Олімпік». Він був переведений у першу команду в 2006 році і з'явився в 11 іграх, забивши два голи в третьому дивізіоні Франції. 
Після завершення сезону Лянжиль переїхав в «Осер». Протягом сезону 2007/08 виступав за дубль, після чого був заявлений за головну команду і 19 жовтня 2008 року дебютував в Лізі 1 в домашньому матчі проти «Ренна» (0:0). У сезоні 2008/09 він зіграв 13 матчів, а влітку 2009 року був відданий в оренду в клуб Ліги 2 «Кан». 10 серпня 2009 року дебютував за клуб в матчі проти «Нант» (1:0). В цій команді за сезон він забив 9 голів і допоміг клубу зайняти перше місце та вийти в Лігу 1. 
Влітку 2010 року Лянжиль повернувся знову в «Осер». 3 листопада 2010 року Лянжиль в кінці гри проти нідерландського «Аякса» в груповому етапі Ліги чемпіонів УЄФА 2010-11 забив гол, принісши своїй команді перемогу 2:1. Проте закріпитись у команді Стівен знову не зумів, через що другу половину сезону 2010/11 провів на правах оренди в «Валансьєнні», а в сезоні 2011/12 також на правах оренди виступав за «Седан». 
У сезоні 2012/13 Лянжиль знову грав за «Осер», який на цей момент вже вилетів до Ліги 2. Незважаючи на те, що Лянжиль не зміг допомогти команді повернутись до Ліги 1, сезон 2013/14 він провів за «Генгам» у вищому французькому дивізіоні, вигравши з командою Кубок Франції. 
16 липня 2014 року Лянжиль приєднався до новачка бельгійської Про-Ліги «Мускрон-Перювельз», де провів сезон 2014-15, після чого ще сезон провів у Бельгії за клуб «Васланд-Беверен».
26 липня 2016 року підписав трирічний контракт з польською «Легією». 18 вересня 2016 в матчі чемпіонату проти «Заглембе» забив перший гол за клуб, зрівнявши рахунок 2:2, проте команда таки програла 2:3. Так і не закріпившись у складі варшавської команди, у січні 2017 року він був відданий в оренду до кінця сезону назад в «Васланд-Беверен».

## Виступи за збірні
2009 року залучався до складу молодіжної збірної Франції · . На молодіжному рівні зіграв у 2 офіційних матчах.
2016 року дебютував в офіційних матчах у складі національної збірної Мартиніки. 
Наступного року у складі збірної був учасником розіграшу Золотого кубка КОНКАКАФ 2017 року у США, на якому зіграв у всіх трьох матчах збірної, а в зустрічі проти (2:0) відзначився голом.
Наразі провів у формі головної команди країни 11 матчів, забивши 5 голів.

## Досягнення
- Переможець Ліги 2: 2009/10
- Володар Кубка Франці: 2013/14